# Ilse-Sibylle Stapff
Ilse-Sibylle Stapff (10. Juni 1911 in Weimar – 28. März 2007 in Weimar) war eine Chronistin der Stadt Weimar und eine Museologin. 

## Biographie
Ilse-Sibylle Stapff galt als ein „lebendes Gedächtnis der Stadt“, wie sie Christine Lieberknecht im Grußwort zu dem Buch Streifzüge durch die Stadt Weimar nennt. Viele der von Hannelore Henze darin aufgeschriebenen Begebenheiten sind oftmals auch Erinnerungen von Ilse-Sibylle Stapff. Stapff schrieb u. a. über das Sachsen-Weimarische Jagdwesen und über Weimars Friedhöfe. Dabei erstellte sie 1962 eine Liste von Grabmalen, die erhalten bleiben sollten. Dieser Vorschlag wurde jedoch nicht konsequent umgesetzt. Zusammen mit Hannelore Henze brachte sie das erwähnte Buch über das historische Weimar heraus. Sie schrieb zahlreiche Aufsätze u. a. für die Rudolstädter Heimathefte. Sie hinterließ ihre Erinnerungen über die Weimarer Nationalversammlung 1919. Außerdem war sie über ein Vierteljahrhundert als wissenschaftliche Mitarbeiterin der Akademie der Wissenschaften Berlin tätig. Der Stadt Weimar blieb sie trotzdem zeitlebens verbunden. Das zeigte sich auch in einem Vermächtnis zweier kostbarer Gemälde, eines von Christian Rohlfs und eines von Carl Arp, an die Klassikstiftung Weimar, die im Schlossmuseum Weimar zu sehen sind.

## Ehrungen
Im Jahr 1999 wurde sie Ehrenmitglied der Freunde des Stadtmuseums Weimar. Außerdem war sie Ehrenmitglied der Maria-Pawlowna-Gesellschaft.